# 高橋美保子 (ハーブ研究家)
高橋 美保子（たかはし みおこ、1958年-）は、日本のハーブ研究家、ハーブセラピスト。 米イオンド大学薬学部ハーブセラピスト学科准教授、日本代替医療学会会員。青森県弘前市出身。 

## 来歴
1980年、弘前大学教育学部卒業、富士幼稚園教諭。1983年、健美会クリニック助手。1989年、バイオシステム専務取締役。1994年、農業生産法人健民ハーブ農場専務取締役。1996年、北國新聞文化センターハーブ・アロマ講師。2002年、NPO法人環境浄化微生物研究所専務理事。
1994年、石川県珠洲市八ケ山に「珠洲ハーブの丘」を、同市唐笠町に「すずはぁぶ唐笠ふぁーむ」を立ち上げ、本格的なハーブ栽培を行うとともに、各地を訪問してハーブ栽培指導を開始した。生産・加工・供用に至るまでハーブ関連研究を行っており、最近では県内有力紙の北國新聞に講師として招かれることが多い。

## 著書
- 2004年 「高橋美保子流家庭で楽しむハーブの薬効」 （バイオシステムハーブ事業部・北國新聞社出版局）